# Liste de ponts d'Italie
Cette liste de ponts d'Italie a pour vocation de présenter une liste de ponts remarquables d'Italie, tant par leurs caractéristiques dimensionnelles, que par leur intérêt architectural ou historique.

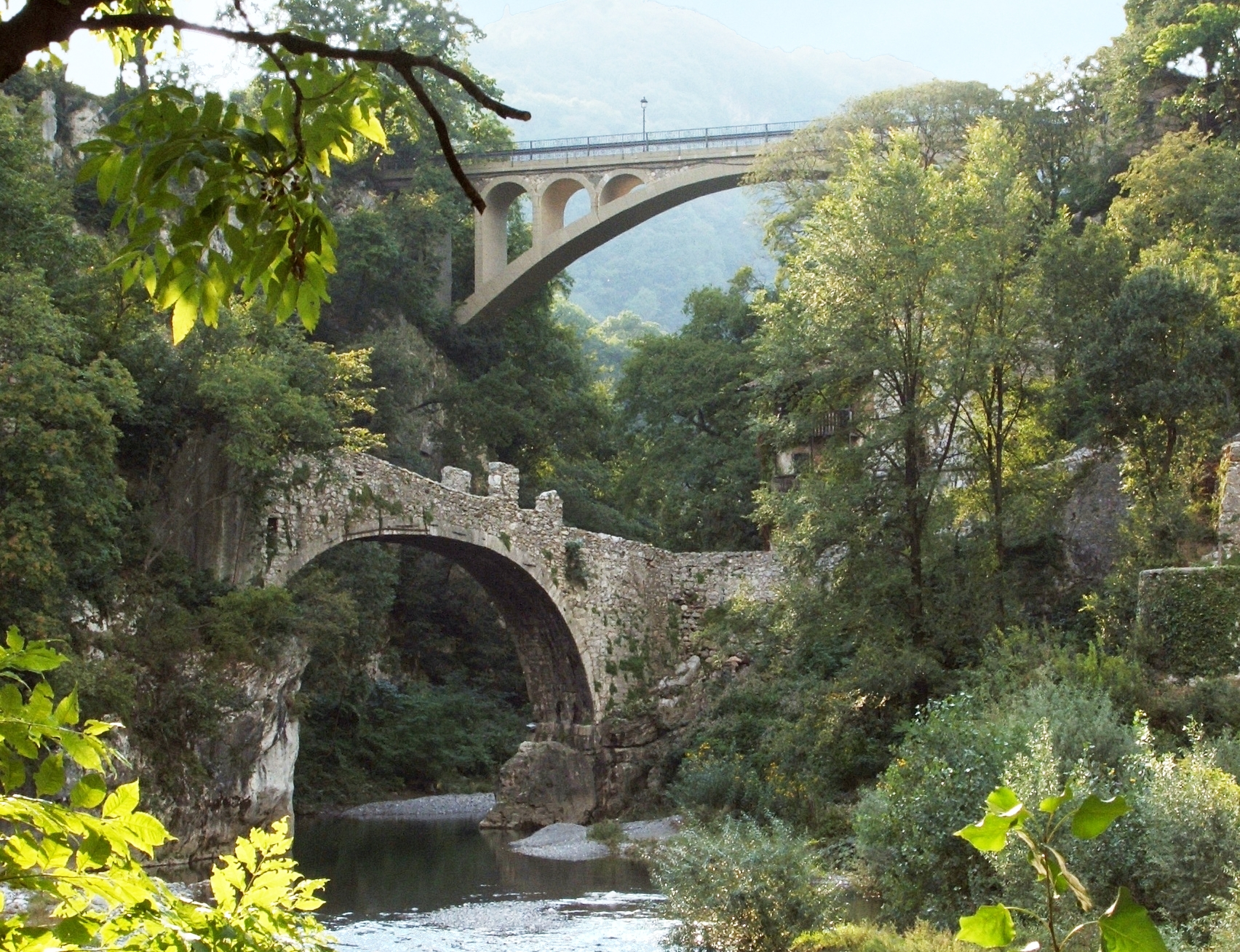
Le pont d'Attone.

Elle est présentée sous forme de tableaux récapitulant les caractéristiques des différents ouvrages proposés, et peut-être triée selon les diverses entrées pour voir ainsi un type de pont particulier ou les ouvrages les plus récents par exemple. La seconde colonne donne la classification de l'ouvrage parmi ceux présentés, les colonnes Portée et Long. (longueur) sont exprimées en mètres et enfin Date indique la date de mise en service du pont.

## Ponts présentant un intérêt historique
| |    | Nom                                      | Distinction | Long. | Type | Voie portée Voie franchie                                           | Date                 | Localisation                                         | Région                  | Ref.             |
| --- | -- | ---------------------------------------- | --- | ----- | --- | ------------------------------------------------------------------- | -------------------- | ---------------------------------------------------- | ----------------------- | ---------------- |
| Ponte Sublicio                                                                                           | 1  | Pont Sublicius détruit                   | Premier pont de Rome Construit durant le règne d'Ancus Marcius                                                     |       | Poutres Bois                                                                                            | Tibre                                                               | 621 av. J.-C.        | Rome 41° 53′ 03,8″ N, 12° 28′ 35,8″ E                | Latium                  |                  |
| Ponte Emilio, Ponte Rotto                                                                                | 2  | Pont Æmilius                             | Plus vieux pont en pierre de Rome Construit sous les censeurs Marcus Aemilius Lepidus et Marco Fulvio Nobiliore    | 160   | Maçonnerie 1 arche plein cintre (6 à l'origine)                                                         | Hors service Tibre                                                  | 179 av. J.-C.        | Rome 41° 53′ 21,7″ N, 12° 28′ 45,8″ E                | Latium                  | ,                |
| Ponte Milvio                                                                                             | 3  | Pont Milvius                             | Construit sous le consulat de Marcus Aemilius Scaurus Constantin battu Maxence lors de la bataille du pont Milvius | 136   | Maçonnerie                                                                                              | Via Flaminia - Via Cassia Tibre                                     | 115 av. J.-C.        | Rome 41° 56′ 07,9″ N, 12° 28′ 01,1″ E                | Latium                  |                  |
| Ponte dell’Abbadia                                                                                       | 4  | Ponte dell’Abbadia                       | |       | Maçonnerie 1 arche plein cintre                                                                         | Fiora                                                               | 90 av. J.-C.         | Montalto di Castro 42° 25′ 47,5″ N, 11° 37′ 53,8″ E  | Latium                  |                  |
| Ponte Fabricio, Ponte dei Quattro Capi (pont des Quatre Têtes)                                           | 5  | Pont Fabricius                           | Plus ancien pont de Rome encore dans son état d'origine Construit sous le consulat de Cicéron                      | 62    | Maçonnerie 2 arches                                                                                     | Tibre                                                               | 62 av. J.-C.         | Rome - Île Tibérine 41° 53′ 27,8″ N, 12° 28′ 41,5″ E | Latium                  |                  |
| Ponte Cestio                                                                                             | 6  | Pont Cestius                             | |       | Maçonnerie 3 arches plein cintre                                                                        | Via in Piscinula Tibre                                              | 44 av. J.-C.         | Rome - Île Tibérine 41° 53′ 24,1″ N, 12° 28′ 38,2″ E | Latium                  |                  |
| Pont Saint-Martin                                                                                        | 7  | Pont Saint-Martin                        | Portée : 31,4 mètres                                                                                               |       | Maçonnerie 1 arche plein cintre (légèrement surbaissée), blocs de gneiss à sec et avec chaux, dos d'âne | Rue de Rome Lys                                                     | 40 av. J.-C.         | Pont-Saint-Martin 45° 35′ 57,6″ N, 7° 48′ 00,5″ E    | Vallée d'Aoste          |                  |
| Ponte di Augusto                                                                                         | 8  | Pont d'Auguste                           | Portée : 32,1 mètres Hauteur libre : 30 mètres                                                                     | 160   | Maçonnerie Arches plein cintre                                                                          | Hors service Via Flaminia Nera                                      | 27 av. J.-C.         | Narni 42° 31′ 31,6″ N, 12° 30′ 51,7″ E               | Ombrie                  |                  |
| Ponte Romano di Solestà                                                                                  | 9  | Pont de Solesta                          | Portée : 22,2 mètres Hauteur : 25 mètres                                                                           | 62    | Maçonnerie 1 arche plein cintre, travertin (tuf calcaire)                                               | Via Adriano Rigantè Tronto                                          | 25 av. J.-C.         | Ascoli Piceno 42° 51′ 30,5″ N, 13° 34′ 18,8″ E       | Marches                 |                  |
| Ponte di Cecco                                                                                           | 10 | Ponte di Cecco                           | Hauteur libre : 25 mètres                                                                                          |       | Maçonnerie                                                                                              | Via Ponte di Cecco Castellano                                       | 25 av. J.-C.         | Ascoli Piceno 42° 51′ 09,5″ N, 13° 35′ 09,1″ E       | Marches                 |                  |
| Pont d'Aël                                                                                               | 11 | Pont d'Aël                               | Ancien aqueduc reconverti en pont piétonnier                                                                       | 60    | Maçonnerie Ancien aqueduc                                                                               | Pont piétonnier Village du Pont d'Aël Grand Eyvia                   | 3 av. J.-C.          | Aymavilles 45° 40′ 36,1″ N, 7° 13′ 19,8″ E           | Vallée d'Aoste          |                  |
| Ponte Pietra                                                                                             | 12 | Pont de pierre (Vérone)                  | Patrimoine mondial (2000) · (Ville de Vérone)                                                                      | 120   | Maçonnerie 5 arches plein cintre, marbre, brique                                                        | Via Santo Stefano - Vicolo Fontanelle Adige                         | Ier siècle av. J.-C. | Vérone 45° 26′ 52,1″ N, 11° 00′ 00″ E                | Vénétie                 | ,                |
| Ponte Salario                                                                                            | 13 | Pont Salario détruit                     | Portée : 24,8 mètres                                                                                               | 72    | Maçonnerie 3 arches plein cintre (1 principale, 2 secondaires), dos d'âne                               | Via Salaria Aniene                                                  | Ier siècle av. J.-C. | Rome 41° 56′ 23,4″ N, 12° 30′ 31,3″ E                | Latium                  |                  |
| Ponte Molino (Padua) (pont du moulin)                                                                    | 14 | Ponte Molino                             | | 50    | Maçonnerie 5 arches segmentaires                                                                        | Via Torquato Tasso - Via Dante Bacchiglione                         | Ier siècle av. J.-C. | Padoue 45° 24′ 41,9″ N, 11° 52′ 25,6″ E              | Vénétie                 |                  |
| Pont Nomentano                                                                                           | 15 | Pont Nomentano                           | | 60    | Maçonnerie 1 arche                                                                                      | Via Nomentana Aniene                                                | Ier siècle av. J.-C. | Rome 41° 56′ 00,9″ N, 12° 31′ 57″ E                  | Latium                  |                  |
| Ponte di Tiberio, Ponte di Augusto e Tiberio                                                             | 16 | Pont de Tibère                           | Commencé sous Auguste, achevé sous Tibère                                                                          | 62    | Maçonnerie 5 arches, marbre, pierre d'Istrie blanche                                                    | Viale Tiberio - Corso d'Augusto Marecchia                           | 20                   | Rimini 44° 03′ 49,1″ N, 12° 33′ 49,8″ E              | Émilie-Romagne          |                  |
| Ponte Sant'Angelo                                                                                        | 17 | Pont Saint-Ange                          | Construit durant le règne d'Hadrien Situé en face du Château Saint-Ange                                            | 135   | Maçonnerie 5 arches plein cintre                                                                        | Lungotevere Vaticano - Via del Banco di Santo Spirito Tibre         | 134                  | Rome 41° 54′ 06,5″ N, 12° 27′ 59,2″ E                | Latium                  |                  |
| Ponte di Annibale                                                                                        | 18 | Pont d'Annibal                           | | 13    | Maçonnerie 1 arche plein cintre, dos d'âne                                                              | Titerno                                                             |                      | Cerreto Sannita 41° 17′ 31,4″ N, 14° 32′ 57,9″ E     | Campanie                | [ 4 ]            |
| Ponte Leproso                                                                                            | 19 | Pont Leproso                             | |       | Maçonnerie 5 arches                                                                                     | Voie Appienne - Via Antico Sannio - Via Santa Clementina Sabato     | IVe siècle           | Bénévent 41° 07′ 53,1″ N, 14° 45′ 55,5″ E            | Campanie                |                  |
| Pont Gobbo (pont bossu), Vieux pont, Pont du diable                                                      | 20 | Pont Gobbo                               | Pont du Diable | 273   | Maçonnerie 11 arches                                                                                    | Pont piétonnier Trebbia                                             |                      | Bobbio 44° 46′ 01,7″ N, 9° 23′ 27,8″ E               | Plaisance               |                  |
| Ponte di Attone                                                                                          | 21 | Pont d'Attone                            | |       | Maçonnerie 1 arche                                                                                      | Via del Porto Brembo                                                | Xe siècle            | Ubiale Clanezzo 45° 45′ 37,7″ N, 9° 36′ 11,2″ E      | Lombardie               |                  |
| Ponte dell'Ammiraglio                                                                                    | 22 | Pont de l'Amiral                         | |       | Maçonnerie 12 arches (5 principales ogivales), dos d'âne                                                | Pont piétonnier Oreto                                               | 1113                 | Palerme 38° 06′ 18,3″ N, 13° 22′ 30,1″ E             | Sicile                  |                  |
| Ponte della Maddalena (pont de Madeleine), Pont du diable                                                | 23 | Pont Maddalena                           | Pont du Diable Portée : 37,8 mètres                                                                                | 95    | Maçonnerie 5 arches plein cintre (1 principale, 4 secondaires), dos d'âne                               | Via Francigena Serchio                                              | XIe siècle           | Borgo a Mozzano 43° 59′ 08,5″ N, 10° 33′ 06,2″ E     | Toscane                 |                  |
| Ponte della Gaietta                                                                                      | 24 | Pont de la Gaietta                       | Pont fortifié |       | Maçonnerie 1 arche                                                                                      | Pont piétonnier Val Bormida                                         | XIIe siècle          | Millesimo 44° 21′ 47,9″ N, 8° 12′ 18,9″ E            | Ligurie                 | [ 5 ]            |
| Ponte Buriano                                                                                            | 25 | Ponte Buriano                            | Visible sur l'arrière plan du tableau de Léonard de Vinci : La Joconde (1506)                                      |       | Maçonnerie 7 arches                                                                                     | Località Ponte a Buriano SP1 Arno                                   | 1277                 | Arezzo 43° 30′ 16,9″ N, 11° 47′ 58,1″ E              | Toscane                 |                  |
| Ponte Vecchio di Dolceacqua                                                                              | 26 | Vieux pont de Dolceacqua                 | |       | Maçonnerie 1 arche                                                                                      | Via Giardini Nervia                                                 | XIIIe siècle         | Dolceacqua 43° 51′ 05,1″ N, 7° 37′ 26,8″ E           | Ligurie                 |                  |
| Ponte alla Carraia                                                                                       | 27 | Ponte alla Carraia                       | Patrimoine mondial (1982) · (centre historique de Florence)                                                        |       | Maçonnerie 5 arches segmentaires                                                                        | Via del Moro - Via dei Serragli Arno                                | 1304                 | Florence 43° 46′ 12,7″ N, 11° 14′ 50,2″ E            | Toscane                 | [ Note 3 ] [ 6 ] |
| Ponte Vecchio (pont vieux)                                                                               | 28 | Ponte Vecchio                            | Pont habité · Patrimoine mondial (1982) · (centre historique de Florence)                                          | 90    | Maçonnerie 3 arches segmentaires                                                                        | Via Por Santa Maria - Via de' Guicciardini Arno                     | 1345                 | Florence 43° 46′ 04,7″ N, 11° 15′ 11,3″ E            | Toscane                 | [ 6 ]            |
| Ponte Coperto di Pavia (pont couvert de Pavie), Ponte Vecchio (pont vieux)                               | 29 | Ponte Coperto                            | | 216   | Maçonnerie                                                                                              | Viale Lungo Ticino Visconti - Via Milazzo Tessin                    | 1351                 | Pavie 45° 10′ 50,2″ N, 9° 09′ 11,5″ E                | Lombardie               | [ Note 4 ]       |
| Ponte Scaligero, Ponte di Castel Vecchio (pont du vieux château)                                         | 30 | Pont Scaliger                            | Portée : 48,7 mètres · Patrimoine mondial (2000) · (Ville de Vérone)                                               | 120   | Maçonnerie                                                                                              | Adige                                                               | 1356                 | Vérone 45° 26′ 25,3″ N, 10° 59′ 14,3″ E              | Vénétie                 | ,                |
| Ponte di San Francesco                                                                                   | 31 | Pont de Saint-Francis                    | Portée : 37 mètres                                                                                                 |       | Maçonnerie 1 arche segmentaire, dos d'âne                                                               | Corso Cesare Battisti - Via San Francesco Aniene                    | 1358                 | Subiaco 41° 55′ 27,6″ N, 13° 05′ 21,1″ E             | Latium                  | [ 7 ]            |
| Ponte di Trezzo sull'Adda                                                                                | 32 | Pont de Trezzo sull'Adda détruit en 1416 | Plus grande portée du monde lors de son inauguration Portée : 72 mètres                                            |       | Maçonnerie                                                                                              | Adda                                                                | 1377                 | Trezzo sull'Adda 45° 36′ 43,6″ N, 9° 31′ 24,9″ E     | Lombardie               |                  |
| Ponte del Diavolo (Lanzo Torinese)                                                                       | 33 | Pont du Diable (Lanzo Torinese)          | Pont du Diable Portée : 37 mètres                                                                                  |       | Maçonnerie 1 arche plein cintre                                                                         | Pont piétonnier Regione Montebasso Stura di Lanzo                   | 1378                 | Lanzo Torinese 45° 16′ 04,6″ N, 7° 28′ 52,9″ E       | Piémont                 | [ 8 ]            |
| Ponte delle Torri (Spoleto)                                                                              | 34 | Pont des Tours de Spolète                | Plus haut pont du monde jusqu'en 1785 Hauteur libre : 80 mètres                                                    | 230   | Maçonnerie 10 arches ogivales Ancien aqueduc                                                            | Via Giro del Ponte                                                  | XIVe siècle          | Spolète 42° 43′ 58,5″ N, 12° 44′ 37,9″ E             | Ombrie                  | [ Note 5 ]       |
| Ponte del Diavolo (Cividale del Friuli)                                                                  | 35 | Pont du Diable (Cividale del Friuli)     | Pont du Diable | 50    | Maçonnerie 2 arches plein cintre                                                                        | Corso Paolino d'Aquileia - Via Borgo di Ponte Natisone              | 1442                 | Cividale del Friuli 46° 05′ 30,7″ N, 13° 25′ 54,4″ E | Frioul-Vénétie Julienne |                  |
| Ponte Sisto                                                                                              | 36 | Pont Sisto                               | | 105   | Maçonnerie 4 arches plein cintre                                                                        | Via del Conservatorio - Via di Ponte Sisto Tibre                    | 1479                 | Rome 41° 53′ 32,4″ N, 12° 28′ 14,7″ E                | Latium                  |                  |
| Ponte della Gula                                                                                         | 37 | Ponte della Gula                         | Pont du Diable |       | Maçonnerie 1 arche                                                                                      | Mastallone                                                          | XVe siècle           | Varallo Sesia 45° 50′ 40,6″ N, 8° 14′ 57,4″ E        | Piémont                 | [ 10 ]           |
| Ponte Santa Trinita                                                                                      | 38 | Pont Santa Trinita                       | Premier pont en maçonnerie à voûte en anse de panier · Patrimoine mondial (1982) · (Centre historique de Florence) |       | Maçonnerie 3 arches anse de panier                                                                      | Via de' Tornabuoni - Via Maggio Arno                                | 1569                 | Florence 43° 46′ 08,3″ N, 11° 15′ 01,1″ E            | Toscane                 | [ Note 3 ] [ 6 ] |
| Ponte Vecchio (pont vieux), Ponte di Bassano del Grappa, Ponte degli Alpini                              | 39 | Ponte Vecchio (Bassano del Grappa)       | | 69    | Pont couvert en bois                                                                                    | Pont piétonnier Brenta                                              | 1569                 | Bassano del Grappa 45° 46′ 02,5″ N, 11° 43′ 52,6″ E  | Vénétie                 |                  |
| Ponte di Rialto                                                                                          | 40 | Pont du Rialto                           | Le plus ancien pont sur le Grand Canal de Venise · Patrimoine mondial (1987) · (Venise et sa lagune)               | 48    | Maçonnerie 1 arche, dos d'âne                                                                           | Pont piétonnier Grand Canal                                         | 1591                 | Venise 45° 26′ 16,9″ N, 12° 20′ 09,3″ E              | Vénétie                 | [ 11 ]           |
| Ponte dei sospiri                                                                                        | 41 | Pont des Soupirs                         | Patrimoine mondial (1987) · (Venise et sa lagune)                                                                  | 11    | Maçonnerie 1 arche anse de panier, marbre, pierre d'Istrie blanche                                      | Pont piétonnier Rio de Palazzo o de Canonica                        | 1602                 | Venise 45° 26′ 02,6″ N, 12° 20′ 27,1″ E              | Vénétie                 | [ 11 ]           |
| Steinerner Steg, Ponte Romano                                                                            | 42 | Steinerner Steg                          | Monument protégé (id :16054)                                                                                       |       | Maçonnerie 2 arches                                                                                     | Via Ponte Romano Passer                                             | 1617                 | Merano 46° 40′ 17,6″ N, 11° 10′ 09,3″ E              | Trentin-Haut-Adige      | ,                |
| Trepponti (les trois ponts)                                                                              | 43 | Trepponti                                | |       | Maçonnerie Brique                                                                                       | Pont piétonnier Delta du Pô                                         | 1634                 | Comacchio 44° 41′ 34,7″ N, 12° 10′ 59,8″ E           | Émilie-Romagne          |                  |
| Ponte degli Sbirri                                                                                       | 44 | Ponte degli Sbirri                       | |       | Maçonnerie Brique                                                                                       | Pont piétonnier Delta du Pô                                         | 1635                 | Comacchio 44° 41′ 36″ N, 12° 10′ 55″ E               | Émilie-Romagne          |                  |
| Ponte dei Tre Archi (Venise)                                                                             | 45 | Pont des Trois Arches                    | Patrimoine mondial (1987) · (Venise et sa lagune)                                                                  |       | Maçonnerie 3 arches                                                                                     | Pont piétonnier Canal de Cannaregio                                 | 1688                 | Venise 45° 26′ 44,1″ N, 12° 19′ 14,7″ E              | Vénétie                 | ,                |
| Ponte sul torrente Nervi                                                                                 | 46 | Pont sur le torrent Nervi                | |       | Maçonnerie 2 arches (1 principale arc rampant), dos d'âne                                               | Pont piétonnier Via Roberto Sarfatti - Via Odoardo Ganduccio Nervia | XVIIe siècle         | Gênes 44° 23′ 04,4″ N, 9° 02′ 00,3″ E                | Ligurie                 |                  |
| Acquedotto Carolino, Acquedotto di Vanvitelli                                                            | 47 | Aqueduc Carolino                         | Hauteur : 55,8 mètres · Patrimoine mondial (1997)                                                                  | 529   | Maçonnerie 3 niveaux                                                                                    | SP335-I - Lignes ferroviaires                                       | 1762                 | Valle di Maddaloni 41° 03′ 33,8″ N, 14° 24′ 08,1″ E  | Campanie                | [ 14 ]           |
| Ponte del Torcolo / Törggele-Brücke, Ponte del Castelrotto / Kastelruther Brücke (pont du château cassé) | 48 | Pont de Torcolo                          | Monument protégé (id :18058)                                                                                       | 33    | Pont couvert en bois                                                                                    | Isarco                                                              | 1804                 | Castelrotto 46° 33′ 52,3″ N, 11° 30′ 55,7″ E         | Trentin-Haut-Adige      | ,                |
| Ponte di Campodazzo / Atzwanger Brücke                                                                   | 49 | Pont de Campodazzo                       | Monument protégé (id :18090)                                                                                       |       | Pont couvert en bois                                                                                    | Isarco                                                              | 1818                 | Campodazzo 46° 32′ 03,5″ N, 11° 29′ 37,3″ E          | Trentin-Haut-Adige      | ,                |
| Ponte Real Ferdinando sul Garigliano                                                                     | 50 | Pont Real Fernando                       | Premier pont suspendu d'Italie                                                                                     | 80    | Suspendu À chaînes, pylônes maçonnerie                                                                  | Passerelle Garigliano                                               | 1832                 | Minturno 41° 14′ 31,2″ N, 13° 46′ 18,9″ E            | Latium                  | [ 16 ]           |
| Ponte Gregoriano                                                                                         | 51 | Pont grégorien                           | | 28    | Maçonnerie 1 arche                                                                                      | Via del Ponte Gregoriano Aniene                                     | 1835                 | Tivoli 41° 57′ 55,9″ N, 12° 48′ 01″ E                | Latium                  |                  |
| Ponte sulla laguna veneta                                                                                | 52 | Pont des Lagunes                         | Plus long pont ferroviaire d'Europe lors de son inauguration                                                       | 3605  | Maçonnerie 210 arche segmentaires                                                                       | Ligne Venise-Vicence Lagune de Venise                               | 1846                 | Venise 45° 27′ 14,9″ N, 12° 17′ 54,3″ E              | Vénétie                 |                  |
| Ponte Garibaldi                                                                                          | 53 | Pont Garibaldi                           | | 120   | Arc Acier enrobé de béton                                                                               | Via Arenula - Viale di Trastevere Tibre                             | 1886                 | Rome 41° 53′ 27,7″ N, 12° 28′ 28,1″ E                | Latium                  |                  |
| Ponte Girevole, Pont de San Francesco di Paola                                                           | 54 | Ponte Girevole                           | | 90    | Treillis Acier Pont tournant                                                                            | Corso Vittorio Emanuele II Golfe de Tarente                         | 1887                 | Tarente 40° 28′ 23,6″ N, 17° 14′ 07,5″ E             | Pouilles                |                  |
| Ponte Vittorio Emanuele II                                                                               | 55 | Pont Victor-Emmanuel II                  | | 108   | Maçonnerie 3 arches segmentaires, travertin (tuf calcaire)                                              | Via San Pio X - Corso Vittorio Emanuele II Tibre                    | 1911                 | Rome 41° 54′ 04,1″ N, 12° 27′ 51,6″ E                | Latium                  |                  |
| Pont d'Introd                                                                                            | 56 | Pont d'Introd                            | Hauteur libre : 80 mètres                                                                                          |       | Maçonnerie 1 arche segmentaire                                                                          | Hameau Norat Savara                                                 | 1916                 | Introd 45° 41′ 29,5″ N, 7° 11′ 07,2″ E               | Vallée d'Aoste          | [ 17 ]           |
| Ponte dell'Accademia                                                                                     | 57 | Pont de l'Académie                       | Patrimoine mondial (1987) · (Venise et sa lagune)                                                                  |       | Arc Poutres lamellé-collé                                                                               | Pont piétonnier Grand Canal                                         | 1933                 | Venise 45° 25′ 54″ N, 12° 19′ 44,1″ E                | Vénétie                 | [ 11 ]           |
| Ponte dei Scalzi                                                                                         | 58 | Pont des Déchaussés                      | Patrimoine mondial (1987) · (Venise et sa lagune)                                                                  |       | Maçonnerie 1 arche, dos d'âne                                                                           | Pont piétonnier Grand Canal                                         | 1934                 | Venise 45° 26′ 28,1″ N, 12° 19′ 21,7″ E              | Vénétie                 | [ 11 ]           |
| Ponte di Mezzo                                                                                           | 59 | Ponte di Mezzo                           | | 89    | Arc Béton, recouvert de marbre                                                                          | Borgo Stretto - Via di Banchi Arno                                  | 1950                 | Pise 43° 42′ 57,3″ N, 10° 24′ 06,9″ E                | Toscane                 |                  |
| Pont Flaminio                                                                                            | 60 | Pont Flaminio                            | | 255   | | Corso di Francia Tibre                                              | 1951                 | Rome 41° 56′ 10,3″ N, 12° 28′ 18,1″ E                | Latium                  |                  |
| Ponte del Passo, Steger Brücke                                                                           | 61 | Ponte del Passo                          | Monument protégé (id :18091)                                                                                       |       | Pont couvert en bois                                                                                    | Isarco                                                              |                      | Fiè allo Sciliar 46° 30′ 48,9″ N, 11° 28′ 41,3″ E    | Trentin-Haut-Adige      | ,                |
| Ponte Coperto di Gorgonzola, Casa ponte                                                                  | 62 | Ponte Coperto di Gorgonzola              | |       | Pont couvert                                                                                            | Pont piétonnier Naviglio Martesana                                  |                      | Gorgonzola 45° 31′ 46,1″ N, 9° 24′ 24,5″ E           | Lombardie               | [ 18 ]           |

## Ponts présentant un intérêt architectural
|                          |   | Nom                     | Distinction                                                              | Long. | Type                                                                          | Voie portée Voie franchie                                          | Date | Localisation                                     | Région         | Ref. |
| ------------------------ | - | ----------------------- | ------------------------------------------------------------------------ | ----- | ----------------------------------------------------------------------------- | ------------------------------------------------------------------ | ---- | ------------------------------------------------ | -------------- | ---- |
|                          | 1 | Pont Musumeci           | Structure en béton de 30 centimètres d'épaisseur                         |       | Arc Béton, tablier porté                                                      | Via Nicola Vaccaro - Accès vers E847 Basento - Lignes ferroviaires | 1976 | Potenza 40° 37′ 39″ N, 15° 48′ 22,4″ E           | Basilicate     |      |
|                          | 2 | Ponte Laterale Nord     | Design par Santiago Calatrava 2 ponts identiques Portée : 90 mètres (x2) |       | Haubané Monopylône, symétrique, tablier caisson acier, pylône U inversé acier | Linea Milano-Bologna (Alta Velocità)                               | 2007 | Reggio d'Émilie 44° 43′ 50,3″ N, 10° 38′ 21,2″ E | Émilie-Romagne |      |
|                          | 3 | Ponte Laterale Sud      | Design par Santiago Calatrava 2 ponts identiques Portée : 90 mètres (x2) |       | Haubané Monopylône, symétrique, tablier caisson acier, pylône U inversé acier | Linea Milano-Bologna (Alta Velocità)                               | 2007 | Reggio d'Émilie 44° 43′ 24,6″ N, 10° 37′ 57,5″ E | Émilie-Romagne |      |
| Ponte della Costituzione | 4 | Pont de la Constitution | Design par Santiago Calatrava                                            |       | Arc                                                                           | Pont piétonnier Grand Canal                                        | 2008 | Venise 45° 26′ 19,9″ N, 12° 19′ 09,9″ E          | Vénétie        |      |
| Ponte del Mare           | 5 | Ponte del Mare          |                                                                          | 466   | Haubané Tablier courbe acier, pylônes acier                                   | Passerelle Aterno-Pescara                                          | 2009 | Pescara 42° 28′ 00,3″ N, 14° 13′ 30,7″ E         | Abruzzes       |      |

## Grands ponts
Ce tableau présente les ouvrages ayant des portées supérieures à 100 mètres ou une longueur totale de plus de 3 000 mètres (liste non exhaustive).
|                                                                            |    | Nom                                | Portée   | Long. | Type                                                                                     | Voie portée Voie franchie                                              | Date | Localisation                                                                     | Région              | Ref.       |
| -------------------------------------------------------------------------- | -- | ---------------------------------- | -------- | ----- | ---------------------------------------------------------------------------------------- | ---------------------------------------------------------------------- | ---- | -------------------------------------------------------------------------------- | ------------------- | ---------- |
|                                                                            | 1  | Pont de Messine en projet          | 3300     | 5070  | Suspendu Tablier caisson acier, pylônes acier                                            | 2x3 voies routières 2 lignes ferroviaires Détroit de Messine           |      | Messine - Villa San Giovanni 38° 14′ 51″ N, 15° 38′ 21″ E                        | Sicile Calabre      | [ Note 6 ] |
| Viadotto Sfalassà                                                          | 2  | Viaduc Sfalassà                    | 376      | 893   | Pont à béquilles Tablier caisson acier, béquilles acier                                  | Autostrada A2 Route européenne 45 Gorge de Sfalassà                    | 1973 | Bagnara Calabra 38° 16′ 16,1″ N, 15° 48′ 11″ E                                   | Calabre             |            |
| Pont à haubans sur l'Adige                                                 | 3  | Pont à haubans sur l'Adige         | 310      | 1087  | Haubané Tablier mixte acier/béton, pylônes inclinés acier 140+310+140                    | Autostrada A31 Adige                                                   | 2014 | Piacenza d'Adige - Badia Polesine 45° 07′ 14,9″ N, 11° 31′ 45,8″ E               | Vénétie             |            |
|                                                                            | 3  | Viaduc Platano                     | 291      |       | Pont à béquilles Tablier caisson acier, béquilles acier                                  | Raccordo autostradale RA5 Route européenne 847 Platano                 | 1978 | Romagnano al Monte 40° 36′ 54,7″ N, 15° 27′ 14,9″ E                              | Campanie Basilicate |            |
| Ponte Cadore                                                               | 4  | Pont de Cadore                     | 272      | 535   | Pont à béquilles Tablier caisson acier, béquilles acier                                  | Strada Statale 51 Piave                                                | 1985 | Pieve di Cadore 46° 24′ 10,6″ N, 12° 22′ 19,7″ E                                 | Vénétie             |            |
|                                                                            | 5  | Pont de Boccaserio                 | 252      | 400   | Haubané Tablier caisson acier, pylônes inclinés acier 75+252+75                          | Strada Statale 591 Adda                                                | 2009 | Bertonico 45° 15′ 16,4″ N, 9° 42′ 01,7″ E                                        | Lombardie           |            |
| Ponte Bisantis                                                             | 6  | Pont Bisantis                      | 231      | 468   | Arc Béton, tablier porté                                                                 | Strada Statale 109bis Via Alessandro Turco - Via Carlo V Fiumarella    | 1961 | Catanzaro 38° 54′ 23,7″ N, 16° 35′ 03,8″ E                                       | Calabre             |            |
| Ponte Centrale, Ponti strallati di Santiago Calatrava                      | 7  | Ponte Centrale                     | 221      |       | Arc Acier, tablier suspendu                                                              | Viale dei Trattati di Roma LGV Milan - Bologne Autostrada A1           | 2006 | Reggio d'Émilie 44° 43′ 38,2″ N, 10° 38′ 13,8″ E                                 | Émilie-Romagne      |            |
| Viadotto sul Favazzina                                                     | 8  | Viaduc de Favazzina                | 220      | 440   | Haubané Tablier poutres acier, piles béton, pylônes acier 2 ouvrages jumelés 110+220+110 | Autostrada A2 Route européenne 45                                      | 2013 | Scilla 38° 15′ 18,8″ N, 15° 45′ 58,8″ E                                          | Calabre             | [ 20 ]     |
| Viadotto sul Polcevera, Ponte Morandi                                      | 9  | Pont Morandi (viaduc du Polcevera) | 208      | 1100  | Haubané Tablier, pylônes et câbles béton 202+208+142+73                                  | Autostrada A10 Route européenne 25 Route européenne 80 Gare de Gênes   | 1968 | Gênes 44° 25′ 30,1″ N, 8° 53′ 26,7″ E                                            | Ligurie             |            |
| Ponte all'Indiano                                                          | 10 | Ponte all'Indiano                  | 206      | 347   | Haubané Tablier caissons acier, pylônes inclinés acier                                   | FI-PI-LI Arno                                                          | 1978 | Florence 43° 47′ 24,2″ N, 11° 11′ 46,4″ E                                        | Toscane             |            |
| Viadotto Sente                                                             | 11 | Viaduc de Sente                    | 200      |       | Poutre-caisson Acier                                                                     | Strada Statale 86 Sente                                                | 1977 | Belmonte del Sannio - Castiglione Messer Marino 41° 50′ 26,3″ N, 14° 26′ 02,9″ E | Molise Abruzzes     |            |
| Pont à haubans de Plaisance                                                | 12 | Pont à haubans de Plaisance        | 194      | 1342  | Haubané Tablier caissons acier, pylônes inclinés acier                                   | LGV Milan - Bologne Pô                                                 | 2008 | Plaisance 45° 04′ 41″ N, 9° 44′ 43,5″ E                                          | Émilie-Romagne      |            |
|                                                                            | 13 | Pont Carpineto                     | 181      |       | Haubané Tablier, pylônes et câbles béton                                                 | Raccordo autostradale RA5 Route européenne 847                         | 1977 | Romagnano al Monte 40° 36′ 51,5″ N, 15° 28′ 35,7″ E                              | Basilicate          |            |
|                                                                            | 14 | Pont Costanzo                      | 180      | 956   | Poutre-caisson Acier                                                                     | Strada Statale 115 Route européenne 45 Irminio                         | 1984 | Modica 36° 51′ 54,9″ N, 14° 43′ 34,4″ E                                          | Sicile              |            |
|                                                                            | 14 | Viaduc Costa Viola démoli en 2015  | 180      | 1 308 | Poutre-caisson Béton précontraint                                                        | Ancienne Autostrada A3 Route européenne 45                             | 1972 | Scilla 38° 15′ 10,9″ N, 15° 44′ 37,7″ E                                          | Calabre             |            |
|                                                                            | 15 | Viadotto Italia                    | 175      | 1161  | Poutre-caisson Acier 125+175+125                                                         | Autostrada A2 Route européenne 45 Lao                                  | 1974 | Laino Borgo 39° 56′ 21,5″ N, 15° 57′ 33,2″ E                                     | Calabre             |            |
| Ponte delle Marmore                                                        | 16 | Pont des Marmore                   | 165      | 301   | Pont en arc Tablier mixte acier/béton, arches acier                                      | Strada statale 79bis Nera                                              | 2008 | Terni 42° 33′ 11,5″ N, 12° 42′ 01,4″ E                                           | Ombrie              |            |
| Viadotto Aglio                                                             | 16 | Viaduc de l'Aglio                  | 163      | 439   | Arc Béton, tablier porté 2 ouvrages jumelés                                              | Autostrada A1 Route européenne 35 Aglio                                | 1959 | Barberino di Mugello 44° 01′ 40,2″ N, 11° 13′ 25,5″ E                            | Toscane             | [ 21 ]     |
| Viadotto di Colle Isarco                                                   | 17 | Viaduc de Colle Isarco             | 163      | 1028  | Cantilever Béton précontraint                                                            | Autostrada A22 Route européenne 45 Val di Fleres                       | 1969 | Brennero 46° 55′ 58,7″ N, 11° 26′ 52,6″ E                                        | Trentin-Haut-Adige  |            |
| Ponte della Musica                                                         | 18 | Ponte della Musica                 | 162      | 187   | Arc Acier, tablier intermédiaire, béquilles béton                                        | Tibre                                                                  | 2011 | Rome 41° 55′ 35,5″ N, 12° 27′ 35,4″ E                                            | Latium              | [ 22 ]     |
|                                                                            | 19 | Nouveau pont du lac Omodeo         | 160      |       | Poutre-caisson Béton précontraint 100+160+100                                            | Strada Provinciale 15 Lac Omodeo                                       |      | Tadasuni 40° 06′ 25,1″ N, 8° 53′ 41″ E                                           | Sardaigne           | [ 23 ]     |
| Ponte San Michele, Ponte di Calusco, Ponte di Paderno, Ponte Rothlisberger | 20 | Pont San Michele                   | 150      | 226   | Arc Arc treillis acier, tablier porté                                                    | Ligne Seregno-Bergame Strada Provinciale Via Vittorio Emanuele II Adda | 1889 | Paderno d'Adda - Calusco d'Adda 45° 40′ 57,3″ N, 9° 27′ 09″ E                    | Lombardie           |            |
| Ponte Valgàdena                                                            | 21 | Pont de la Valgadena               | 150      | 282   | Poutre-caisson Béton précontraint                                                        | Via Catagni Valgàdena                                                  | 1990 | Enego - Foza 45° 54′ 56,2″ N, 11° 39′ 19″ E                                      | Vénétie             |            |
|                                                                            | 22 | Nouveau viaduc de l'Aglio          | 148 (x3) | 589   | Poutre-caisson Béton précontraint 77+3x148+77                                            | Autostrada A1 (Variante di Valico) Route européenne 35 Aglio           | 2015 | Barberino di Mugello 44° 01′ 52,8″ N, 11° 13′ 16,6″ E                            | Toscane             | [ 24 ]     |
|                                                                            | 23 | Viaduc de Gorsexio                 | 144 (x3) | 674   | Poutre-caisson Béton précontraint                                                        | Autostrada A26 Route européenne 25                                     | 1977 | Mele 44° 27′ 04,4″ N, 8° 44′ 30,2″ E                                             | Ligurie             |            |
|                                                                            | 24 | Viaduc du Sambro                   | 140      | 340   | Arc Béton, tablier porté 2 ouvrages jumelés                                              | Autostrada A1 Route européenne 35 Sambro                               |      | Rioveggio 44° 16′ 28,4″ N, 11° 12′ 03,9″ E                                       | Émilie-Romagne      | [ 25 ]     |
|                                                                            | 25 | Pont Punta Penna Pizzone           | 140      | 1909  | Poutre-caisson Béton précontraint                                                        | Strada provinciale 7ter Mar Piccolo                                    | 1977 | Tarente 40° 28′ 39,8″ N, 17° 16′ 11,9″ E                                         | Pouilles            | [ 26 ]     |
|                                                                            | 25 | Viaduc de Biscione                 | 130      | 269   | Arc Béton, tablier porté 2 ouvrages jumelés                                              | Autostrada A1 Route européenne 35 Biscione                             |      | Firenzuola 44° 07′ 58,2″ N, 11° 13′ 15,5″ E                                      | Toscane             | [ 27 ]     |
| Ponte di Varlungo                                                          | 26 | Ponte di Varlungo                  | 127      | 375   | Pont à béquilles Tablier caisson mixte acier/béton, béquilles acier 2 niveaux            | Strada Provinciale 127 Arno                                            | 1981 | Florence 43° 45′ 48,7″ N, 11° 18′ 13,9″ E                                        | Toscane             |            |
|                                                                            | 27 | Viaduc du Fiumarella               | 125      | 525   | Poutre-caisson Béton précontraint 62+92+125+92+92+62                                     | Tangenziale Ovest Fiumarella                                           |      | Catanzaro 38° 54′ 53,3″ N, 16° 34′ 34″ E                                         | Calabre             | [ 28 ]     |
|                                                                            | 28 | Viaduc du Gambellato               | 124      | 267   | Arc Béton, tablier porté                                                                 | Autostrada A1 Route européenne 35 Gambellato                           | 1960 | Castiglione dei Pepoli 44° 06′ 36,1″ N, 11° 13′ 39,7″ E                          | Émilie-Romagne      | [ 29 ]     |
| Viadotto Rago                                                              | 29 | Viaduc Rago                        | 122      |       | Poutre-caisson Acier 2 ouvrages jumelés                                                  | Autostrada A2 Route européenne 45                                      | 1974 | Morano Calabro 39° 52′ 45,1″ N, 16° 07′ 44,3″ E                                  | Calabre             |            |
| Viadotto Stupino                                                           | 30 | Viaduc Stupino                     | 120 (x2) | 635   | Poutre-caisson Béton précontraint                                                        | Autostrada A2 Route européenne 45 Stupino                              | 1974 | Carpanzano 39° 08′ 57,8″ N, 16° 16′ 56,2″ E                                      | Calabre             |            |
|                                                                            | 31 | Viaduc Serra                       | 117 (x2) |       | Poutre-caisson Acier 2 ouvrages jumelés                                                  | Autostrada A2 Route européenne 45                                      | 1973 | Lagonegro 40° 07′ 38,9″ N, 15° 46′ 32,1″ E                                       | Basilicate          |            |
| Viaduc Noce                                                                | 31 | Viaduc Noce                        | 116 (x2) |       | Poutre-caisson Acier 2 ouvrages jumelés                                                  | Autostrada A2 Route européenne 45                                      | 2011 | Lagonegro 40° 09′ 35,29″ N, 15° 44′ 10,54″ E                                     | Basilicate          |            |
| Viaduc Salvatore Ruiz                                                      | 31 | Viaduc Salvatore Ruiz              | 115 (x2) |       | Poutre-caisson Béton précontraint 2 ouvrages jumelés                                     | Autostrada A2 Route européenne 45                                      | 1969 | Altilia 39° 08′ 10″ N, 16° 16′ 23″ E                                             | Calabre             |            |
|                                                                            | 32 | Viaduc Fragneto                    | 115 (x6) | 864   | Poutre-caisson Acier 87+6x115+87                                                         | Strada Statale 95                                                      | 1994 | Brienza 40° 30′ 36,8″ N, 15° 37′ 26,7″ E                                         | Basilicate          |            |
| Viaduc de Bisagno                                                          | 33 | Viaduc de Bisagno                  | 115      | 593   | Poutre-caisson Béton précontraint                                                        | Autostrada A12 Route européenne 80 Bisagno                             | 1969 | Gênes 44° 26′ 04,2″ N, 8° 57′ 26″ E                                              | Ligurie             |            |
| Viaduc de Malpertugio                                                      | 33 | Viaduc de Malpertugio              | 110      | 672   | Poutre-caisson Béton précontraint 61+5x110+61                                            | Autostrada A20                                                         | 1996 | Cefalù 38° 00′ 42,4″ N, 14° 06′ 11,4″ E                                          | Sicile              |            |
| Pont San Francesco di Paola                                                | 33 | Pont San Francesco di Paola        | 110      | 140   | Haubané Acier, tablier mixte acier/béton, pylône incliné acier                           | Crati                                                                  | 2018 | Cosenza 39° 17′ 54″ N, 16° 15′ 38″ E                                             | Calabre             |            |
| Viaduc Incoronata                                                          | 34 | Viaduc Incoronata                  | 110      | 606   | Poutre-caisson Ouest : Béton précontraint Est : acier 55+110+55                          | Autostrada A2 Route européenne 45                                      |      | Sicignano degli Alburni 40° 34′ 17,3″ N, 15° 20′ 59,1″ E                         | Campanie            |            |
|                                                                            | 33 | Pont sur l'Arno à Incisa           | 104      | 235   | Arc Béton, tablier porté 2 ouvrages jumelés                                              | Autostrada A1 Route européenne 35 Arno                                 | 1962 | Incisa in Val d'Arno 43° 40′ 33″ N, 11° 27′ 12,6″ E                              | Toscane             | [ 29 ]     |
| Ponte del Risorgimento                                                     | 34 | Pont du Risorgimento               | 100      |       | Arc Béton, tablier porté                                                                 | Viale Giuseppe Mazzini Viale delle Belle Arti Tibre                    | 1911 | Rome 41° 55′ 07,4″ N, 12° 28′ 14,7″ E                                            | Latium              |            |
| Viadotto sul torrente Sori                                                 | 35 | Viaduc sur le Sori                 | 100      | 392   | Poutre-caisson Béton précontraint                                                        | Autostrada A12 Route européenne 80 Sori                                | 1969 | Sori 44° 22′ 48,4″ N, 9° 06′ 33,4″ E                                             | Ligurie             |            |
| Viaduc de Nervi                                                            | 36 | Viaduc de Nervi                    | 100      | 422   | Poutre-caisson Béton précontraint                                                        | Autostrada A12 Route européenne 80 Nervi                               | 1966 | Gênes 44° 23′ 33″ N, 9° 02′ 28″ E                                                | Ligurie             |            |
| Viadotto Ramat                                                             | 36 | Viaduc de Ramat                    | 100 (x8) | 920   | Poutre-caisson Béton précontraint                                                        | Autostrada A32 Route européenne 70                                     | 1992 | Chaumont 45° 07′ 04,5″ N, 6° 58′ 15,8″ E                                         | Piémont             | [ 30 ]     |
| Ponte Rosso (Albenga)                                                      | 37 | Pont Rouge d'Albenga               | 100      | 100   | Arc Acier, tablier mixte acier/béton suspendu                                            | Via Piave Strada Provinciale 39 Centa                                  | 1995 | Albenga 44° 02′ 48,8″ N, 8° 12′ 49,9″ E                                          | Ligurie             |            |
|                                                                            | 38 | Viaduc de San Giuliano             | 100      | 380   | Arc Béton, tablier porté                                                                 | Autostrada A1 Route européenne 35 Route européenne 45                  |      | Nazzano 42° 12′ 42,9″ N, 12° 36′ 04,5″ E                                         | Latium              | [ 29 ]     |
|                                                                            | 39 | Pont sur le Rio Canale             | 100      |       | Poutre-caisson Béton précontraint                                                        | Strada Provinciale 30 Lac Omodeo                                       |      | Tadasuni 40° 05′ 57,8″ N, 8° 53′ 45,5″ E                                         | Sardaigne           | [ 23 ]     |
|                                                                            | 40 | Viaduc de Fichera                  |          | 7350  | Poutre-caisson Béton précontraint                                                        | Autostrada A19 Fichera                                                 | 1975 | Polizzi Generosa 37° 47′ 56,02″ N, 13° 57′ 56,38″ E                              | Sicile              |            |
|                                                                            | 41 | Viaduc de Morello                  |          | 5440  | Poutre-caisson Béton précontraint                                                        | Autostrada A19 Morello                                                 | 1975 | Enna 37° 33′ 43″ N, 14° 12′ 00″ E                                                | Sicile              |            |
| Ponte della Libertà                                                        | 40 | Pont de la Liberté                 |          | 3850  | Maçonnerie                                                                               | Strada Statale 11 Lagune de Venise                                     | 1933 | Venise 45° 27′ 14,4″ N, 12° 17′ 53,6″ E                                          | Vénétie             |            |
|                                                                            | 41 | Viaduc de Santhià                  |          | 3782  | Poutre-caisson Béton précontraint                                                        | LGV Turin - Milan Strada Statale 143 Route européenne 25               | 2006 | Santhià 45° 22′ 53″ N, 8° 08′ 33,3″ E                                            | Piémont             | [ 31 ]     |
| Viadotto Fadalto                                                           | 42 | Viaduc de Fadalto                  |          | 3567  | Poutre-caisson Béton précontraint 2 ouvrages                                             | Autostrada A27                                                         | 1990 | Fadalto 46° 03′ 47,2″ N, 12° 19′ 55″ E                                           | Vénétie             |            |
|                                                                            | 43 | Pont du lac de Valvestino          |          |       | Arc Béton, tablier porté                                                                 | Lac de Valvestino                                                      |      | Gargnano 45° 43′ 18,5″ N, 10° 36′ 45,1″ E                                        | Lombardie           |            |
| Ponte sul bacino del Flumendosa                                            | 44 | Ponte sul bacino del Flumendosa    |          |       | Arc Béton, tablier porté                                                                 | Strada Statale 198 Flumendosa                                          |      | Villanova Tulo 39° 46′ 17,1″ N, 9° 13′ 42,1″ E                                   | Sardaigne           |            |
| Viadotto Salso                                                             | 45 | Viaduc Salso                       |          |       | Poutre-caisson Béton précontraint                                                        | Autostrada A2 Route européenne 45                                      |      | Castrovillari 39° 45′ 31,4″ N, 16° 13′ 14,4″ E                                   | Calabre             |            |

## Effondrements et accidents
Entre 2013 et 2018, onze ponts se sont effondrés en Italie.